# Юрьевка (Молдова)
Юрьевка (рум. Iurievca) — село в Чимишлийском районе Молдавии. Наряду с селом Градиште входит в состав коммуны Градиште.

## География
Село расположено на высоте 119 метров над уровнем моря. Протекает река Градешта.

## Население
По данным переписи населения 2004 года, в селе Юрьевка проживает 526 человек (245 мужчин, 281 женщина).
Этнический состав села:
| Национальность | Число жителей | Процентный состав |
| -------------- | ------------- | ----------------- |
| молдаване      | 387           | 73.57             |
| украинцы       | 118           | 22.43             |
| русские        | 16            | 3.04              |
| болгары        | 4             | 0.76              |
| прочие         | 1             | 0.19              |
| Всего          | 526           | 100%              |